# Continental Basketball Association
La Continental Basketball Association (CBA) fue una liga de baloncesto profesional en Estados Unidos y Canadá que se fundó en 1946 y funcionó entre ese año y 2009. Se la consideraba como una liga menor y un instrumento para desarrollar talentos que podían nutrir las distintas franquicias de la NBA. La CBA era una afiliada de la Federación Estadounidense de Baloncesto (USA Basketball). Presumió de ser la liga profesional de baloncesto más antigua del mundo. 

## Historia
La CBA es la "liga profesional de baloncesto más antigua del mundo", datando su origen en el 23 de abril de 1946, cuando era conocida con el nombre de Eastern Pennsylvania Basketball League (1946-47). La liga comenzó con seis franquicias, cinco en Pensilvania (Wilkes-Barre, Hazleton, Allentown, Lancaster y Reading) y un sexto equipo en Nueva York (Binghamton, que más tarde se trasladó a mediados de temporada a Pottsville). En 1948 fue renombrada a Eastern Professional Basketball League. A lo largo de los años se añadieron otras franquicias en varias ciudades de Pensilvania, incluyendo Williamsport, Scranton y Sunbury, además de equipos en Nueva Jersey (Trenton, Camden, Asbury Park), Connecticut (New Haven, Hartford, Bridgeport), Delaware (Wilmington) y Massachusetts (Springfield).
La Eastern League continuó como una liga menor hasta la temporada 1970-71, cuando la liga fue renombrada como Eastern Basketball Association, funcionando tanto como una profesional Northeastern League como un sistema alimentador a la NBA y ABA. El 1 de junio de 1978, la liga cambió de nombre por última vez, en esta ocasión a Continental Basketball Association. El primer comisionado de la CBA fue Harry Rudolph, el padre de Mendy Rudolph, uno de los primeros grandes árbitros de la NBA.

### Notables logros de la CBA

#### Integración
En la temporada 1946-47 de la Eastern League, el equipo Hazleton Mountaineers contaba con tres jugadores afroamericanos en su plantilla durante la temporada, siendo Bill Brown, Zack Clayton y John Isaacs. Isaacs anteriormente realizó una gira con un equipo íntegramente negro, Washington Bears, mientras que Brown y Clayton fueron exjugadores de Harlem Globetrotters. 
En la temporada 1955-56, Hazleton Hawks de la Eastern League fue la primera franquicia profesional de la liga con un quinteto totalmente afroamericano: Tom Hemans, Jesse Arnelle, Fletcher Johnson, Sherman White y Floyd Lane.

#### Línea de tres puntos
A pesar de que la American Basketball League (1961-63) utilizó una línea de tres puntos, la Eastern League la añadió para la temporada 1964-65. En ese año, Brendan McCann de Allentown Jets lideró la liga con 31 triples anotados durante la campaña. Aunque las jugadas de tres puntos eran muy escasas durante la década de los 60, la Eastern League contó con numerosos triplistas como Stan Pawlak y Rich Cornwall.

#### Canastas plegables
Después de que Darryl Dawkins destrozara dos aros de baloncesto en la temporada 1979-80 de la NBA, la CBA probó las canastas plegables. Finalmente, otras ligas copiaron el modelo, que es aún usado a día de hoy.

#### Contrato de 10 días
En la década de los 80, la CBA y la NBA llegaron a un acuerdo en el que los jugadores de la CBA podían firmar un contrato de 10 días con cualquier equipo de la NBA, principalmente para reemplazar a un jugador lesionado o para probar al jugador. Bajo el contrato de 10 días, el jugador firmaría por el salario mínimo de la NBA. Si el equipo de la NBA quería mantener al jugador, debería firmarle un segundo contrato de 10 días, y después de que este contrato expirara, el equipo tendría que devolver al jugador a su respectivo equipo de la CBA o ficharle para el resto de la temporada.

### Los años de Isiah Thomas (1999-2001)
En 1999, la CBA cumplía 54 años. En ese año todos los equipos de la liga fueron adquiridos por un grupo inversor liderado por la ex estrella de la NBA Isiah Thomas. El plan fracasó y en 2001 la liga se declaró en bancarrota y se suspendieron las actividades. Varios de sus equipos se unieron brevemente a la ahora extinta International Basketball League. 
El popular chivo expiatorio de la desaparición de la CBA fue Isiah Thomas, que compró la liga y al cabo de un año la abandonó por un puesto de trabajo como entrenador en la NBA.
La siguiente es una cronología de los acontecimientos en torno a la propiedad de Thomas de la CBA:
- 3 de agosto de 1999: El exjugador de la NBA Isiah Thomas compra la CBA - toda la liga, incluyendo todos los equipos, y su empresa de marketing, CBA Properties, por 10 millones de dólares. Thomas dice que la liga ahora opera como una entidad de un solo propietario, y que la CBA seguirá siendo la liga oficial de desarrollo de la NBA.
- 7 de octubre de 1999: La venta de la CBA a Thomas está finalizada. Thomas paga 5 millones por adelantado y acuerda hacer cuatro pagos adicionales al equipo de antiguos propietarios de la CBA para el resto de la deuda.
- 24 de octubre de 1999: Thomas anuncia que habrá recortes salariales en la CBA. El salario medio de 1500 dólares por semana se redujo a 1.100 dólares por semana, con los novatos recibiendo 800 dólares a la semana. El razonamiento de Thomas es que al reducir el número de veteranos en la liga, habrá más jóvenes jugadores disponibles para equipos de la NBA.
- 18 de enero de 2000: Por primera vez en tres años, la CBA tiene un All-Star Game. Los Sioux Falls SkyForce son los anfitriones del evento. El All-Star también cuenta con un partido entre rookies, con los 16 mejores novatos de la temporada.
- Marzo de 2000: La NBA ofrece 11 millones y un porcentaje de los beneficios por la CBA. Thomas optó por no vender la liga a la NBA. "La NBA hizo una oferta que no era lo que Isiah espera", dijo Brendan Suhr, un exentrenador y copropietario del equipo de la CBA Grand Rapids Hoops, "por lo que decidió no vender la liga en ese momento."
- Mayo de 2000: Un combinado de la CBA viaja a China para disputar una serie de tres partidos.
- 28 de junio de 2000: Thomas recibe una oferta para ser entrenador jefe de Indiana Pacers de la NBA. Dado que las normas de la NBA prohíben a un entrenador poseer su propia liga, ya que sería un conflicto de intereses (podría firmar a los mejores jugadores de la liga menor a su equipo de la NBA, por ejemplo), Thomas se ve obligado a vender la CBA. Thomas firmó una carta de intención de venta de la CBA a la Unión de Jugadores de la NBA.
- En el verano de 2000, tras 20 años utilizando a la CBA como su liga de desarrollo, la NBA anuncia que forma su propia liga menor de desarrollo llamada National Basketball Development League (más tarde NBA Development League). Tras la temporada 2001, la CBA dejó de ser la liga de desarrollo oficial de la NBA.
- 2 de octubre de 2000: Thomas, al no poder vender su propiedad en la CBA, pone a la liga en un fideicomiso ciego y acepta la oferta de entrenar a los Pacers. Con la liga en un fideicomiso ciego, no existían fondos disponibles para pagar a los jugadores, comprar billetes de avión para los partidos a domicilio, o para manejar las operaciones diarias.
- 8 de febrero de 2001: La liga suspende los partidos y se declara en quiebra. La CBA cuenta con más de 2 millones en deudas. Los equipos son ofrecidos de vuelta a sus originales propietarios por un dólar. Algunos de ellos aceptan la oferta, pero otros la declinan y sus equipos llegan a su fin.
- 24 de febrero de 2001: 18 meses después de que Thomas adquiriera la CBA, la liga se declaró en bancarrota. Cinco de los antiguos propietarios de los equipos de la CBA recompran sus franquicias y se unen a la rival International Basketball League (IBL) para finalizar la temporada. Otros propietarios permiten que sus franquicias quiebren completamente.
- Verano de 2001: La IBL quiebra.
- Noviembre de 2001: La CBA se reorganiza para la temporada 2001-02, con franquicias en Rockford, Gary, Grand Rapids y Sioux Falls procedentes de la International Basketball Association (IBA), y en Bismarck (Dakota Wizards), Fargo (Fargo-Moorhead Beez) y Saskatoon (Saskatchewan Hawks). Flint Fuze se unió a la liga como un equipo en expansión.

### Renacimiento de la CBA
A finales de 2001, los equipos de la CBA e IBL se fusionaron con la International Basketball Association y adquirieron los bienes de la extinta CBA, incluido su nombre, el logotipo y los documentos del tribunal de quiebras y reinició sus operaciones, llamándose de nuevo la CBA.
La CBA obtuvo 8 nuevas franquicias para un total de 10 en 2006. Atlanta Krunk Wolverines y Vancouver Dragons aplazaron su participación para la temporada 2007-2008, y Utah Eagles quebró el 25 de enero de 2007.
La temporada 2007-08 de la CBA se inició con diez franquicias, el mayor número de equipos en una temporada de la CBA desde la campaña 2000-01. Además de las seis franquicias que regresaron, la CBA añadió tres nuevos equipos en expansión (Oklahoma Cavalry, Rio Grande Valley Silverados y East Kentucky Miners), mientras que Atlanta Krunk se unió a la liga tras no participar la temporada anterior.
La temporada 2008-09 dio comienzo con cuatro equipos en lugar de los cinco esperados: Pittsburgh Xplosion quebró bajo circunstancias poco claras y la liga programó partidos contra equipos de la American Basketball Association (ABA) para el primer mes de la temporada solo para mantenerse a flote. La maniobra no fue suficiente, y el 2 de febrero, la liga anunció un cese de operaciones. Los dos mejores clasificados, Albany Patroons y Lawton-Fort Sill Cavalry, jugaron las Finales de la CBA al mejor de tres partidos. Debido a la economía, todos los partidos se jugaron en Albany y los Cavalry ganaron el campeonato por 2-1.
East Kentucky Miners y Minot SkyRockets también quebraron. Jim Coyne, comisionado de la liga, dijo al Albany Times Union en junio de 2009 que solo quedaban dos equipos en la liga y que no se celebraría la temporada 2009-10. La CBA desapareció en mayo de 2009.

## Equipo del 50 aniversario
En 1996 se eligió a los mejores jugadores y entrenador de los que habían disputado la liga en ese momento:
- Charlie Criss, Base
- Hal Lear, Base
- Jack McCloskey, Base
- Stacey Arceneaux, Alero
- Stan Pawlak, Base
- Bill Chanecka, Alero
- Tom Hemans, Alero
- Julius McCoy, Alero
- Roman Turmon, Pívot
- Ken Wilburn, Pívot
  - Stan Novak, Entrenador

## Líderes estadísticos
Puntos totales temporada regular
| #           | Jugador          | Temporadas                          | Promedio | Partidos | Total |
| ----------- | ---------------- | ----------------------------------- | -------- | -------- | ----- |
| 1           | Tico Brown       | 1979-1988                           | 23,5     | 363      | 8538  |
| 2           | Willie Simms     | 1991-2003 / 2001 - 2003 / 2005-2006 | 15,4     | 541      | 8320  |
| 3           | Julius McCoy     | N/A                                 | N/A      | N/A      | 7754  |
| 4           | Stacey Arceneaux | N/A                                 | N/A      | N/A      | 7735  |
| 5           | Tom Hemans       | N/A                                 | N/A      | N/A      | 7641  |
| Referencia: |                  |                                     |          |          |       |

Rebotes totales temporada regular
| #             | Jugador          | Temporadas                        | Promedio | Partidos | Total |
| ------------- | ---------------- | --------------------------------- | -------- | -------- | ----- |
| 1             | Jerome Henderson | 1991-2000 / 2001-2003 / 2005-2006 | N/A      | N/A      | 3164  |
| 2             | Ron Spivey       | 1984 - 1996                       | 7,1      | 432      | 3069  |
| 3             | Willie Simms     | 1991 - 2000 / (10)                | 5,5      | 541      | 2956  |
| 4             | Barry Shumpter   | 1988 - 1989 / 1990 - 1999         | 6,7      | 440      | 2936  |
| 5             | Jim Lampley      | 1983 - 1984 / 1985 - 1989         | N/A      | N/A      | 2792  |
| Referencia: ' |                  |                                   |          |          |       |

Asistencias totales temporada regular
| #           | Jugador       | Temporadas      | Promedio | Partidos | Total |
| ----------- | ------------- | --------------- | -------- | -------- | ----- |
| 1           | Cedric Hunter | 1987 - 1997     | 8,2      | 466      | 3815  |
| 2           | Mark Wade     | 1987 - 1995     | N/A      | N/A      | 3358  |
| 3           | A.J. Wynder   | 1987 - 1997     | 6,9      | 365      | 2513  |
| 4           | Kelsey Weems  | 1989 - 1997 (1) | N/A      | N/A      | 2507  |
| 5           | Corey Gaines  | 1988 - 1994     | N/A      | N/A      | 2276  |
| Referencia: |               |                 |          |          |       |

## Palmarés
Eastern Pennsylvania Basketball League (1946-1947)
- Wilkes-Barre Barons 2-1 Lancaster Red Roses

Eastern Professional Basketball League (1947-1970)
| - 1948 : Reading Keys - 1949 : Pottsville Packers - 1950 : Williamsport Billies - 1951 : Sunbury Mercuries - 1952 : Pottsville Packers - 1953 : Williamsport Billies - 1954 : Williamsport Billies - 1955 : Wilkes-Barre Barons | - 1956 : Wilkes-Barre Barons - 1957 : Scranton Miners - 1958 : Wilkes-Barre Barons - 1959 : Wilkes-Barre Barons - 1960 : Easton Madisons - 1961 : Baltimore Bullets - 1962 : Allentown Jets - 1963 : Allentown Jets | - 1964 : Camden Bullets - 1965 : Allentown Jets - 1966 : Wilmington Blue Bombers - 1967 : Wilmington Blue Bombers - 1968 : Allentown Jets - 1969 : Wilkes-Barre Barons - 1970 : Allentown Jets |

Eastern Basketball Association (1970-1978)
- 1971 : Scranton Apollos
- 1972 : Allentown Jets
- 1973 : Wilkes-Barre Barons
- 1974 : Hartford Capitols
- 1975 : Allentown Jets
- 1976 : Allentown Jets
- 1977 : Scranton Apollos
- 1978 : Wilkes-Barre Barons

Continental Basketball Association (1978-2001)
| - 1979 : Rochester Zeniths - 1980 : Anchorage Northern Knights - 1981 : Rochester Zeniths - 1982 : Lancaster Lightning - 1983 : Detroit Spirits - 1984 : Albany Patroons - 1985 : Tampa Bay Thrillers - 1986 : Tampa Bay Thrillers | - 1987 : Rapid City Thrillers - 1988 : Albany Patroons - 1989 : Tulsa Fast Breakers - 1990 : La Crosse Catbirds - 1991 : Wichita Falls Texans - 1992 : La Crosse Catbirds - 1993 : Omaha Racers - 1994 : Quad City Thunder | - 1995 : Yakima Sun Kings - 1996 : Sioux Falls Skyforce - 1997 : Oklahoma City Cavalry - 1998 : Quad City Thunder - 1999 : Connecticut Pride - 2000 : Yakima Sun Kings - 2001 : Idaho Stampede y Connecticut Pride |

Continental Basketball Association (después de 2001)
| Temporada | Campeón                  | Finalista          |
| 2008-2009 | Lawton-Fort Sill Cavalry | Albany Patroons    |
| 2007-2008 | Oklahoma Cavalry         | Minot SkyRockets   |
| 2006-2007 | Yakama Sun Kings         | Albany Patroons    |
| 2005-2006 | Yakama Sun Kings         | Gary Steelheads    |
| 2004-2005 | Sioux Falls Skyforce     | Rockford Lightning |
| 2003-2004 | Dakota Wizards           | Idaho Stampede     |
| 2002-2003 | Yakima Sun Kings         | Grand Rapids Hoops |
| 2001-2002 | Dakota Wizards           | Rockford Lightning |